# Another One (álbum de música de Mac DeMarco)
Another One es el primer mini-LP del cantautor canadiense Mac DeMarco lanzado el 7 de agosto de 2015 por Captured Tracks. El mini-LP fue precedido por el lanzamiento de cuatro sencillos en streaming en Spotify , "The Way You'd Love Her", "Another One", "I've Been Waiting for Her" y "No Other Heart". La canción principal fue acompañada por un video musical dirigido por el propio DeMarco. 

## Antecedentes y producción
| "Creo que la gente debería poder venir y hacer que esto signifique algo para ellos [...] Se trata de todos los diferentes tipos de facetas de estar enamorado, desamor, querer amor, no querer amor. Así que creo que no es tan importante lo que significan para mí, en lugar de estar ahí para que otras personas lo tengan y lo disfruten, con suerte y tal vez para reflexionar, o lo que sea".—–DeMarco en julio de 2015 |

Another One  fue grabado por DeMarco en su casa de Far Rockaway, Queens, New York entre las fechas de la gira de promoción de su anterior álbum de estudio Salad Days (2014). Las canciones fueron escritas en una semana y grabadas en la siguiente semana y media.

## Lanzamiento y promoción
El lanzamiento del mini-LP se anunció el 22 de abril de 2015. Junto con la obra extendida, se anunciaron 43 fechas de gira, que comenzarían en abril y finalizarían en septiembre. DeMarco actuará en varios festivales de América del Norte y Europa y también encabezará conciertos en ambos continentes. Dinner lo apoyó en sus primeras tres fechas, en Portland, Seattle y Vancouver.  El 11 de mayo, DeMarco compartió "The Way You'd Love Her" y anunció 24 fechas de gira más, extendiendo el festival y la gira de conciertos hasta noviembre. Sin permiso, BBC Radio reprodujo la canción nunca antes escuchada "Just to Put Me Down" del mini-LP el 9 de junio. Una semana después, DeMarco lanzó un video musical autodirigido para el título de la pista homónima del mini-LP  También alentó a los fans a subir sus propias versiones de la canción y anunció que otorgaría 69 centavos al fan con la mejor presentación. El 8 de julio, DeMarco celebró una fiesta de escucha y una barbacoa para sus fans en Brooklyn, New York. Los asistentes que ofrecieron donaciones a un banco de alimentos recibieron comida de barbacoa. DeMarco compartió "I've Been Waiting for Her" el 14 de julio. "No Other Heart" se estrenó en el programa Musical Hot Water Bottle de la BBC Radio 1 de Annie Mac el 20 de julio. Another One fue disponible para transmisión a través de NPR Music el 31 de julio.
l final del último tema, "My House by the Water", DeMarco recita la dirección de su casa en la ciudad de Nueva York e invita a sus fans a tomar una taza de café. Dos semanas después de que Another One se filtrara en línea, unos 30 extraños habían llegado a su casa. Hablando de esto en una entrevista, DeMarco dijo: "La forma en que lo racionalizo, para tener la dirección tendrás que escuchar el álbum hasta el final. En segundo lugar, para siquiera considerar venir a mi casa, tienes que ser "una especie de superfan". Y en tercer lugar, "está en una parte muy extraña de Nueva York" que si realmente llegan allí, se merecen una taza de café".

## Crítica y recepción
En Metacritic, que asigna una calificación media ponderada sobre 100 a las reseñas de los críticos principales, el álbum recibió una puntuación promedio de 75 basada en 29 reseñas, lo que indica "críticas generalmente favorables".

### Premios
| Publicación  | Premio recibido               | Año  | Rank |
| ------------ | ----------------------------- | ---- | ---- |
| The Guardian | The Best Albums of 2015       | 2015 | 27   |
| NME          | NME'S Albums of the Year 2015 | 2015 | 27   |
| Rough Trade  | Albums of the Year 2015       | 2015 | 36   |

## Desempeño comercial
Another One debutó en el puesto 25 en el Billboard 200 y en el número uno en Top Rock Albums, lo que lo convierte en el lanzamiento con mayor pico de DeMarco hasta la fecha y el primer lanzamiento número uno en esta última lista. Vendió 13.000 copias en su primera semana, 6.000 de las cuales estaban en configuración de vinilo. Su debut también representó la mejor semana de ventas de álbumes de DeMarco hasta la fecha.

## Lista de canciones
| Another One – Edición estándar |                             |          |  |
| N.º                            | Título                      | Duración |  |
| 1.                             | «The Way You'd Love Her»    | 2:36     |  |
| 2.                             | «Another One»               | 2:40     |  |
| 3.                             | «No Other Heart»            | 2:53     |  |
| 4.                             | «Just to Put Me Down»       | 3:18     |  |
| 5.                             | «A Heart Like Hers»         | 4:01     |  |
| 6.                             | «I've Been Waiting for Her» | 2:47     |  |
| 7.                             | «Without Me»                | 2:57     |  |
| 8.                             | «My House by the Water»     | 2:34     |  |
| 23:46                          |                             |          |  |

| Another One – Bonus tracks de pre-compra por iTunes Store |                                            |          |  |
| N.º                                                       | Título                                     | Duración |  |
| 9.                                                        | «The Way You'd Love Her» (Instrumental)    | 2:36     |  |
| 10.                                                       | «Another One» (Instrumental)               | 2:40     |  |
| 11.                                                       | «No Other Heart» (Instrumental)            | 2:53     |  |
| 12.                                                       | «Just to Put Me Down» (Instrumental)       | 3:18     |  |
| 13.                                                       | «A Heart Like Hers» (Instrumental)         | 4:01     |  |
| 14.                                                       | «I've Been Waiting for Her» (Instrumental) | 2:47     |  |
| 15.                                                       | «Without Me» (Instrumental)                | 2:57     |  |
| 16.                                                       | «My House by the Water» (Instrumental)     | 2:21     |  |
| 47:19                                                     |                                            |          |  |

## Personal
Personal del álbum adaptado de las notas del álbum
- Mac DeMarco – todos los instrumentos, producción, grabación, mezcla
- Josh Bonati – masterización
- Kiera McNally – diseño de portada
- Yuki Kikuchi – diseño de portada (Another (Instrumental) One)
- Stefan Marx – tipografía

## Gráficos
| Gráfico (2015)                          | Posición alta |
| --------------------------------------- | ------------- |
| Australia (ARIA)                        | 24            |
| Bélgica (Ultratop flamenca)             | 120           |
| Bélgica (Ultratop valona)               | 177           |
| Canadá (Billboard Canadian Albums)      | 11            |
| Francia (SNEP)                          | 124           |
| Irlanda (IRMA)                          | 56            |
| Escocia (Scottish Albums Chart)         | 33            |
| Reino Unido (UK Albums Chart)           | 24            |
| Reino Unido (UK Independent Albums)     | 2             |
| Estados Unidos (Billboard 200)          | 25            |
| Estados Unidos (Independent Albums)     | 1             |
| Estados Unidos (Top Alternative Albums) | 1             |
| Estados Unidos (Top Rock Albums)        | 1             |
| Estados Unidos (Top Tastemaker Albums)  | 2             |

## Historial de lanzamientos
| País           | Fecha               | Edición                                     | Formato(s)            | Etiqueta        | Ref(s). |
| -------------- | ------------------- | ------------------------------------------- | --------------------- | --------------- | ------- |
| Mundialmente   | 7 de agosto de 2015 | Estándar                                    | descarga digital      | Captured Tracks | [ 32 ]  |
| Mundialmente   | 7 de agosto de 2015 | Bonus tracks de pre-compra por iTunes Store | descarga digital      | Captured Tracks | [ 32 ]  |
| Austria        | 7 de agosto de 2015 | Estándar                                    | CD LP                 | Captured Tracks |         |
| Francia        | 7 de agosto de 2015 | Estándar                                    | CD LP                 | Captured Tracks |         |
| Alemania       | 7 de agosto de 2015 | Estándar                                    | CD LP                 | Captured Tracks |         |
| Italia         | 7 de agosto de 2015 | Estándar                                    | CD                    | Captured Tracks | [ 47 ]  |
| Italia         | 7 de agosto de 2015 | Estándar, limitado                          | LP                    | Captured Tracks |         |
| Reino Unido    | 7 de agosto de 2015 | Estándar                                    | CD LP                 | Captured Tracks |         |
| Estados Unidos | 7 de agosto de 2015 | Estándar                                    | CD LP                 | Captured Tracks | [ 48 ]  |
| Estados Unidos | 7 de agosto de 2015 | Special                                     | LP + 12" + tocadiscos | Captured Tracks | [ 48 ]  |